# (48443) 1990 HY5
(48443) 1990 HY5 este un asteroid din centura principală, descoperit pe 29 aprilie 1990 de Michael Irwin și Anna Żytkow.